# Plessisville (Québec)
Pour les articles homonymes, voir Plessisville.
Plessisville est une ville canadienne au Québec, chef-lieu de la MRC de L'Érable, dans la région du Centre-du-Québec. 

## Toponymie
Le nom de la ville fut donné en l'honneur de Joseph-Octave Plessis, évêque de Québec au début du XIXe siècle. Le gentillé « plessisvillien » utilisé en 1905 a été remplacé par plessisvillois et plessisvilloise en 1976.

## Histoire
La ville est formée 1er janvier 2024 de la fusion de la ville de Plessisville et la municipalité de paroisse de Plessisville.
Le premier habitant de Plessisville est Jean-Baptiste Lafond en 1835. En 1845, elle compte environ 143 habitants. C'est la plus ancienne municipalité de la région des Bois-Francs.
En 1885, un incendie majeur rasa soixante maisons, la fonderie, le presbytère ainsi que l'église.

## Géographie
La rivière Bourbon traverse la municipalité du sud-est vers le nord-ouest en passant par le centre de l'agglomération.
La rivière Blanche coule du sud-est vers le sud-ouest jusqu'à sa confluence avec la rivière Bourbon.
La rivière Noire, un affluent de la rivière Bécancour, traverse le nord-est de la municipalité en coulant vers le nord-ouest.